# Le Royaume du dragon d'or
Le Royaume du dragon d'or (en espagnol : El Reino del dragon de oro) est un roman de littérature d'enfance et de jeunesse d'Isabel Allende publié en 2003. Il fait partie de la trilogie Mémoires de l'Aigle et du Jaguar (en espagnol : Memorias del Águila y del Jaguar), dont le premier tome est La Cité des dieux sauvages (en espagnol : La ciudad de las bestias).

## Résumé
Tensing et Dil Bahadur, deux moines bouddhistes, sont à la recherche de plantes médicinales rares dans l'Himalaya. Dil, prince du Royaume Interdit, suit avec Tensing sa formation avant de pouvoir prétendre au trône. Ils arrivent à la vallée des yétis, où la race s'éteint rapidement. Tensing et Dil cherchent une solution à leur problème : ils leur apprennent à traire les chegnos[Quoi ?] et constatent que c'est l'eau volcanique qui les empoisonne.
À l'autre bout du monde, l'américain Alexander, son amie amazonienne Nadia et son singe Boroba partent avec l'excentrique grand-mère du jeune garçon, Kate Cold, pour un voyage au Royaume Interdit. Mais au même moment se trame une sombre intrigue visant à dérober le trésor du petit royaume : le Dragon d'Or. Une grand-mère, deux adolescents et un singe peuvent-ils prétendre à s'y opposer ?